# آساطور ساریان
آساطور گئورگی ساریان (ارمنی: Ասատուր Գևորգի Սարյան؛  زادهٔ ۴ دسامبر ۱۹۶۹) تاریخ‌نگار ادبی، و مترجم اهل ارمنستان است.

## زندگی‌نامه
وی در ۴ دسامبر ۱۹۶۹ در ایروان به دنیا آمد و از مدرسه شماره ۶۷ یغیشه چارنتس (۱۹۸۶) و دانشگاه دولتی ایروان (۱۹۹۳) فارغ‌التحصیل گشت. وی از سال ۲۰۱۲ عضو اتحادیه نویسندگان جمهوری آرتساخ است. همچنین برندهٔ جوایزی همچون مدال گارگین نژده () شده است.

## یادداشت
1. ↑  բանասիրական գիտությունների դոկտոր